# Кеммерер (Вайоминг)
Кеммерер (англ. Kemmerer) — город, расположенный в округе Линкольн (штат Вайоминг, США) с населением в 2651 человек по статистическим данным переписи 2000 года.
Является административным центром округа Линкольн.

## История
В 1843 году американский исследователь Джон Фримонт во время второй экспедиции обнаружил на месте будущего города крупные залежи угля. В 1881 году после завершения строительства железнодорожной ветки от города Грейнджер в штате Орегон «Объединённая тихоокеанская угольная компания» открыла первую шахту на месте обнаруженных залежей угля.
Кеммерер был основан 1897 году вице-президентом «Кеммерерской угольной компании» Патриком Дж. Квили (1857—1930). Город был заложен в десяти километрах к югу от первоначального поселения и позиционировался, как «независимый». Своё название город получил по имени местной угольной корпорации, а та в свою очередь была названа в честь финансового распорядителя и угольного магната из штата Пенсильвания Малона С. Кеммерера (1843—1925). В 1950 году добыча угля стала производиться карьерным способом и местная разработка стала крупнейшей в мире карьерной угледобычей. В 1980 году «Кеммерерская компания» была приобретена «Угольной компанией Питтсбурга и Мидуэй», которая в свою очередь является дочерней структурой корпорации Chevron.
В настоящее время разрез функционирует с мощностью около пяти миллионов тонн угля в год.

## Демография
По данным переписи населения 2000 года в Кеммерере проживало 2651 человек, 695 семей, насчитывалось 1034 домашних хозяйств и 1208 жилых домов. Средняя плотность населения составляла около 139 человек на один квадратный километр. Расовый состав Кеммерера по данным переписи распределился следующим образом: 96,72 % белых, 0,11 % — чёрных или афроамериканцев, 0,49 % — коренных американцев, 0,60 % — азиатов, 0,04 % — выходцев с тихоокеанских островов, 0,87 % — представителей смешанных рас, 1,17 % — других народностей. Испаноговорящие составили 3,36 % от всех жителей города.
Из 1034 домашних хозяйств в 34,1 % — воспитывали детей в возрасте до 18 лет, 58,3 % представляли собой совместно проживающие супружеские пары, в 4,9 % семей женщины проживали без мужей, 32,7 % не имели семей. 28,6 % от общего числа семей на момент переписи жили самостоятельно, при этом 10,3 % составили одинокие пожилые люди в возрасте 65 лет и старше. Средний размер домашнего хозяйства составил 2,53 человек, а средний размер семьи — 3,13 человек.
Население города по возрастному диапазону по данным переписи 2000 года распределилось следующим образом: 28,4 % — жители младше 18 лет, 7,1 % — между 18 и 24 годами, 28,0 % — от 25 до 44 лет, 25,7 % — от 45 до 64 лет и 10,8 % — в возрасте 65 лет и старше. Средний возраст жителей составил 38 лет. На каждые 100 женщин в Кеммерере приходилось 103,9 мужчин, при этом на каждые сто женщин 18 лет и старше приходилось 102,0 мужчин также старше 18 лет.
Средний доход на одно домашнее хозяйство в городе составил 47 353 доллара США, а средний доход на одну семью — 55 529 долларов. При этом мужчины имели средний доход в 45 921 доллар США в год против 23 382 долларов среднегодового дохода у женщин. Доход на душу населения в городе составил 21 478 долларов в год. 5,1 % от всего числа семей в округе и 6,6 % от всей численности населения находилось на момент переписи населения за чертой бедности, при этом 7,1 % из них были моложе 18 лет и 5,7 % — в возрасте 65 лет и старше.

## География
По данным Бюро переписи населения США город Кеммерер имеет общую площадь в 19,17 квадратных километров, водных ресурсов в черте населённого пункта не имеется.
Город Кеммерер расположен на высоте 2118 метров над уровнем моря.
| Показатель              | Янв.  | Фев.  | Март | Апр. | Май  | Июнь | Июль | Авг. | Сен. | Окт. | Нояб. | Дек. | Год   |
| ----------------------- | ----- | ----- | ---- | ---- | ---- | ---- | ---- | ---- | ---- | ---- | ----- | ---- | ----- |
| Средний максимум, °C    | −2,2  | 0     | 4,4  | 10,6 | 16,7 | 22,2 | 26,7 | 26,1 | 20,6 | 13,3 | 3,9   | −1,1 | 11,7  |
| Средняя температура, °C | −8,9  | −7,2  | −2,2 | 2,8  | 8,3  | 13,3 | 16,7 | 16,1 | 11,1 | 4,4  | −2,8  | −7,8 | 3,9   |
| Средний минимум, °C     | −15,6 | −14,4 | −9,4 | −5   | 0    | 3,9  | 6,7  | 6,1  | 1,1  | −3,9 | −10   | −15  | −4,4  |
| Норма осадков, мм       | 19,3  | 15,2  | 18   | 24,6 | 30   | 26,7 | 22,1 | 27,7 | 29,7 | 22,9 | 22,9  | 17,3 | 276,4 |